# Calacadia dentifera
Espèce
Synonymes
- Mynthes dentifer Tullgren, 1902
- Calacadia coquimbensis Exline, 1960

Calacadia dentifera est une espèce d'araignées aranéomorphes de la famille des Desidae.

## Distribution
Cette espèce est endémique du Chili.

## Publication originale
- Tullgren, 1902 : Spiders collected in the Aysen Valley by Mr P. Dusén. Bihang till Kongliga Svenska Vetenskaps-akademiens handlingar, vol. 28, no 4-1, p. 1-77 (texte intégral).